# Polygonatum pseudopolyanthemum
Polygonatum pseudopolyanthemum är en sparrisväxtart som beskrevs av Pavel Ivanovich Misczenko och Aleksandr Alfonsovitj Grossgejm. Polygonatum pseudopolyanthemum ingår i släktet ramsar, och familjen sparrisväxter. Inga underarter finns listade i Catalogue of Life.